# 전국경제자유구역청장협의회
전국경제자유구역청장협의회(全國經濟自由區域廳長協議會)는 광양만권경제자유구역청, 대구경북경제자유구역청, 부산진해경제자유구역청, 새만금군산경제자유구역청, 인천경제자유구역청, 황해경제자유구역청 등 6개 경제자유구역청의 청장들이 경제자유구역 사업의 원활한 추진을 위해 경제청간 업무경험과 정보를 공유하고 상호협력 체제를 구축함으로써, 개발과 발전에 공동 노력하고 각종 규제완화 등 제반사항에 대해 중앙정부의 관심을 촉구하기 위해 설립된 협의체로 매년 2회에 걸쳐 열린다.

## 연혁
- 2008년 10월 24일 전국경제자유구역청장협의회 창립[3]

## 사건·사고 및 논란

### 경제자유구역청 특별행정기관 전환 논란
2011년 10월 21일 송도국제도시 내 미추홀타워에서 열린 ‘제7회 전국경제자유구역청장협의회’에서 의장직을 맡은 이종철 인천경제자유구역청장은 “전국 6개 경제청이 관할 지방자치단체의 사업소나 조합 형태로 운영되면서 인사와 조례 개정 등 경제청 운영과 관련한 대부분의 사항들이 시나 시의회의 통제를 받고 있어 행정을 추진하는데 어려움이 많다”며 “현행 경자특별법에 경제청을 특별행정기관으로 명문화하던지 유권해석 등 법률적 조치를 통해 경제청의 위상을 높여 주도록 지식경제부가 적극 나설 줄 것”을 주문했다.
이에 대해 지식경제부 한진현 무역투자실장은 “경제청장들이 의견을 제시한 경제청의 위상 제고 문제는 지경부도 같은 생각”이라며 “필요하다면 행정안전부와 논의를 거쳐 지위를 향상시킬 수 있는 근원적인 대책을 마련하도록 하겠다”고 말했다.
경제청의 특별지자체 전환 문제는 2006년 재정경제부가 경제청의 지위 강화를 위해 ‘경제자유구역의 지정 및 운영에 관한 법률’ 일부 개정안을 만들어 추진하려고 했으나 인천광역시, 부산광역시, 전라남도, 경상남도 등 4개 지자체가 지방자치권을 근원적으로 훼손한다며 개정안 반대에 나서 무산된 바 있다.